# 圣若昂-达斯米松伊斯
圣若昂-达斯米松伊斯是巴西米纳斯吉拉斯州的一个市镇。总面积675.089平方公里，总人口10769人，人口密度16人/平方公里。